# Ivujivik

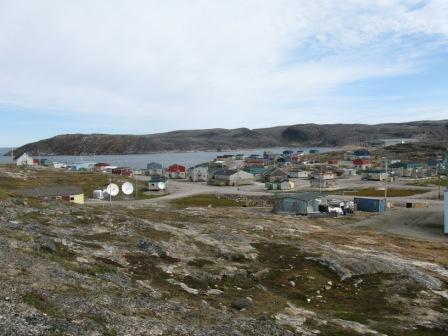
Imagen de Ivujivik

Ivujivik (del Inuktitut "lugar donde el hielo se acumula por la fuerza de las corrientes", o "área del rompimiento del hielo marino") es el poblado más norteño de la provincia canadiense de Quebec. Es también el poblado más al norte de cualquier provincia. Todos los asentamientos más alejados del norte están en territorios.

## Geografía
Ivujivik está localizado en la región Nunavik de la provincia, a unos 2.000 km de Montreal. Está cerca del punto septentrional de la península de Ungava, al cual le sucede la parte más al norte de la Península del Labrador. Está cerca a Digges Sound, donde el Estrecho de Hudson se encuentra con la Bahía de Hudson. El pueblo tiene un área de 35,21 km².
La zona está libre de hielo por 20 días al año en el verano. No hay conexiones con ninguna de las otras carreteras de Norteamérica, de hecho ni siquiera está enlazada con ningún otro poblado en la región. En el pueblo funciona el aeropuerto de Ivujivik (Ivujivik Airport).